# Войтехово (Могилёвская область)
Войтехо́во (бел. Вайцяхо́ва) — деревня в составе Славковичского сельсовета Глусского района Могилёвской области Белоруссии.
До упразднения 20 ноября 2013 года Клетненского сельсовета входила в его состав.

## Население
- 1999 год — 72 человека
- 2009 год — 28 человек